# Iliamna (miejscowość)
Iliamna – jednostka osadnicza w Stanach Zjednoczonych, w stanie Alaska, w okręgu Lake and Peninsula.